# Abedalá ibne Anre ibne Gailã
Abedalá ibne Anre ibne Gailã Atacafi (em árabe: عبدالله بن عمرو بن غيلان الثقفي; romaniz.: Abd Allah ibn Amr ibn Gailan al-Thaqafi) foi o governador omíada de Baçorá em 674. Em 665, serviu como chefe da xurta (tropas de elite) do governador Alharite ibne Abedalá Alazedi, que cumpriu mandato de quatro meses antes de ser substituído por Ziade ibne Abi. Abedalá foi nomeado pelo califa Moáuia I (r. 661–680) no lugar de Samura ibne Jundabe. Serviu por seis meses e nomeou Abedalá ibne Hisne como chefe de sua xurta. Durante um de seus sermões de oração de sexta-feira, membros dos Banu Daba atiraram pedras nele, levando-o a amputar a mão de um dos agressores. Instado por reclamações dos Daba sobre a amputação, Moáuia substituiu Abedalá pelo filho de Ziade, Obeide Alá ibne Ziade.